# Sörösüveg

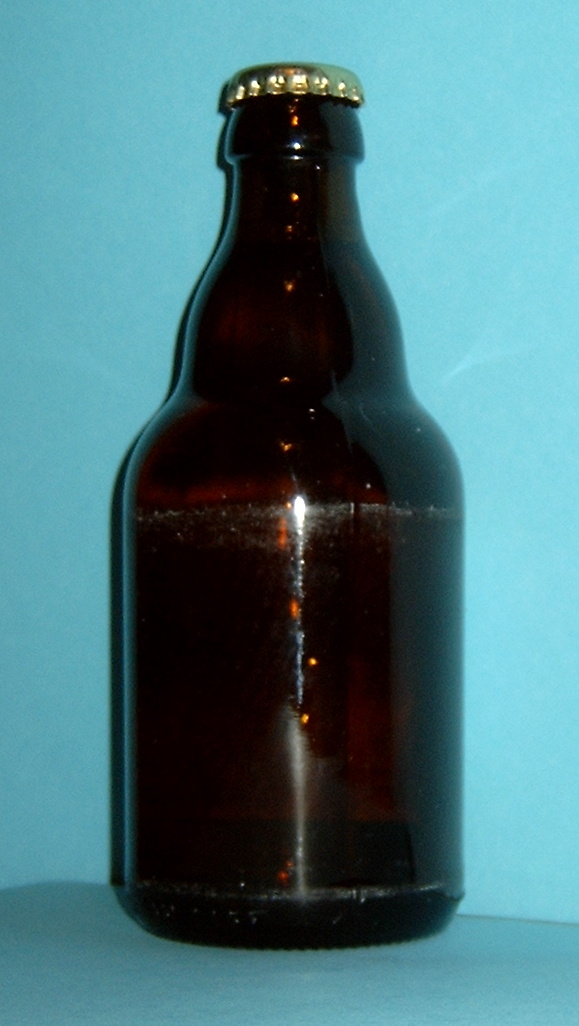
Sörösüveg koronakupakkal

A sörösüveg olyan üveg, ami sör tárolására alkalmas. Sok méretben, valamint alakban gyártják. Alapból barna vagy zöld színű, hogy csökkentse a termék romlásának idejét az UV-sugárzástól.
Az üvegek leggyakoribb alternatívája az italosdoboz, az alumíniumüveg, vagy nagyobb mennyiségek esetén a hordó.

## Palackozó üzemek
A palackozó üzemek olyan gyártósorok, amik söröket töltenek üvegekbe, jóval nagyobb mennyiségben.
A folyamat a következő lépésekből áll:
1. Megtölteni az üveget egy folyadéktöltőgép (töltő) segítségével, ehhez szükség van sört tartalmazó tartályokra.
2. Felcímkézni az üvegeket.
3. Az üvegeket dobozokba, kartondobozokba tölteni. A kisebb sörfőzdék a felhalmozott sört gyakran a nagyobb gyárakba küldik szerződéssel vállalt palackozásra.

Az első lépés a sör palackozásában az áru raklapról történő leszedése, amelynek során az üres üvegeket eltávolítják a gyártó eredeti raklapjáról, hogy ezeket később kezeljék. Ezeket az üvegeket később leöblítik szűrt vízzel vagy szűrt levegővel, néhány esetben még szén-dioxidot is juttatnak bele, hogy lecsökkentsék az oxigénszintet az üveg belsejében. Ezek után az üveg belép a töltőbe, ahol megtöltik sörrel, valamint néhány esetben inert gázokkal (szén-dioxid vagy nitrogén) is, hogy az üvegben kevesebb legyen az oxigén, amely ronthatná a termék minőségét az oxidáció következtében.
Ezután az üveg belép a címkézőgépbe, ahol felkerül rá a címke. A termék ezután dobozokba kerül, majd következik a raktározás, ami után készen áll az eladásra.

## Az üvegek lezárása
A palackozott söröket sokféle kupakkal zárják, de leggyakoribb ezek közül a koronakupak, amit még korona pecsétnek is szoktak nevezni. Néhány sör (mint például a Grolsch) „beugel” stílusú üvegben kapható, amit angol nyelvű országokban „flip-top”-nak is neveznek. Néhány sört parafadugóval vagy pezsgőhöz hasonló kupakkal zárnak le, de a 19. században ezeket a lezárási módokat nagy mértékben kiszorította a koronakupak. Elég sok prémium üzletben, sörfőzdékben használnak csavaros kupakot az újrazárható dizájnjuk miatt.

## Az üvegek térfogata
Magyarországon a leggyakoribbak a 0,5 és a 0,33 literes sörösüvegek, de ritkábban 0,25 vagy 0,4 litereseket is forgalomba hoznak.
Mexikóban egy nagy tengeriteknős-faj után a 0,94 literes sörösüveget caguamának nevezik.